# Kosmické vejce

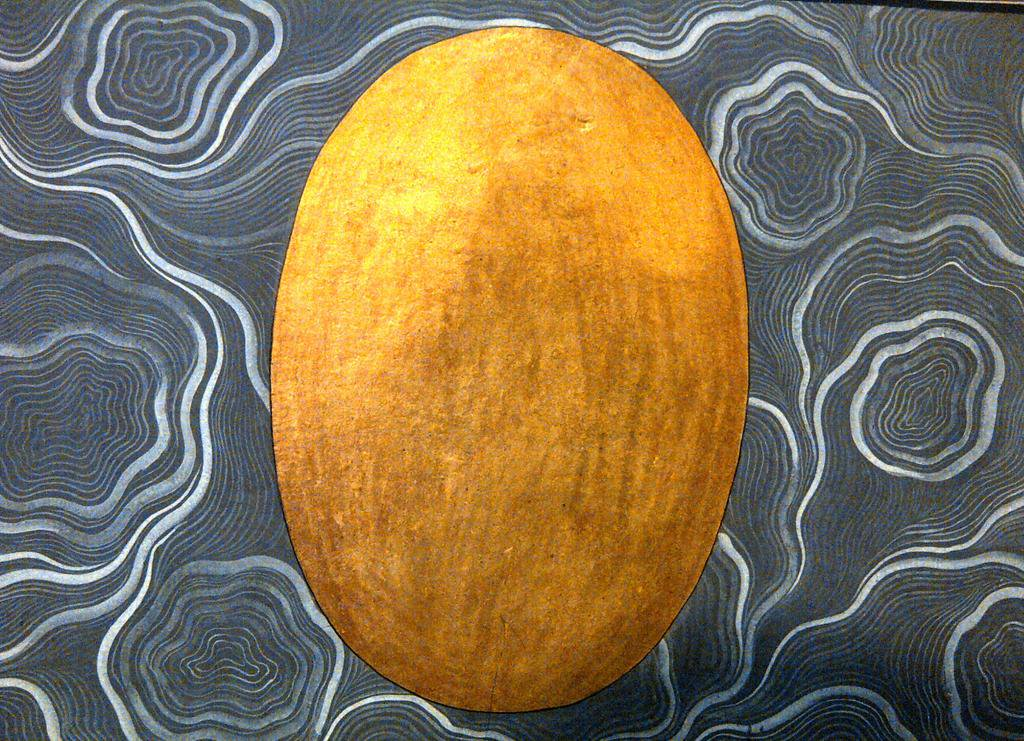
Zlaté vejce na malbě Manakua z Guleru v paharijském stylu, cca 1740

Kosmické vejce či světové vejce je kosmogonický motiv vejce z kterého vzešel či byl vytvořen svět. Je chápáno jako totalita všech věcí, přirovnáváno k lůnu z kterého vše vzešlo a vejce jako takové je symbolem plození, znovuzrození a nového života. V některých případech, například v hinduistických nebo tahitských mýtech, tvoří skořápka vejce také hranici kosmu, jindy zase z horní části skořápky vznikají nebesa. K příkladům motivu patří následující:
- podle stvořitelského mýtu obsaženého v Aristofanových Ptácích snesla Nyx „Noc“ vejce z kterého vzešel Erós „Touha“[3]
- v orfických textech se stvořitel Fanés zrodil z vejce stvořeného Chronem[4]
- v některých hinduistických mýtech je prvotním hybatelem a zdrojem stvoření Hiranjagarbha „zlaté vejce“[5]
- ve finské mytologii prvotní bohyně Ilmatar snesla sedm vajec z kterých vyšlo stvoření[3]
- v egyptské mytologii je prvotní oceán Nun přirovnáván k vejci[3]
- v mytologii západoafrických Dogonů stvořitel vytvořil vejce obsahující zárodky dvou pár dvojčat, přičemž každý z párů byl tvořen chlapcem a dívkou. Dvojčata měla dozrávat s vejcem a opustit jej jako dokonalí androgyni, ale jedno z dvojčat vyšlo ven dříve protože chtělo vládnout světu. Z části vejce pak tato dvojčata stvořila svět.[1]
- v japonském mýtu o stvoření je prvotní chaos přirovnáván k vejci se zárodky[1]
- ve skořápce plující temnotou přebýval tahitský stvořitel Ta'aroa dokud ji nerozbil a stvořil z ní část světa, zatímco zbytek stvořil z vlastního těla[1]
- v alchymii se objevuje symbol „filozofického vejce“, které obsahuje všechny čtyři živly a je tak pralátkou.[6]

Mimo tradiční mytologie se motiv kosmického objevuje také v umělecké rekonstrukci „pelasgického mýty o stvoření“ Roberta Gravese. V té bohyně Eurynomé stvořila hada Ofióna, s kterým zplodila kosmické vejce.